# 1742-es busz
Az 1742-es jelzésű autóbuszvonal távolsági autóbuszjárat Veszprém és Pécs valamint Siófok és Pécs között, melyet a Volánbusz Zrt. lát el.

## Közlekedése
A járat Veszprémet és Pécset valamint Siófokot és Pécset köti össze. Útvonalának hossza Veszprém és Pécs között 209,7 km, Siófok és Pécs között 158,4  km. Menetideje Veszprém felé 4 óra 20 perc, Pécs felé 4 óra 30 perc. A siófoki járat menetideje Siófok felé 2 óra 57 perc, Pécs felé 3 óra 5 perc.
Naponta egy járatpár szállítja az utasokat Veszprém és Pécs között, nyári tanszünetben naponta plusz egy járatpár közlekedik Siófok és Pécs között.

## Megállóhelyei
| 0  |    | Veszprém, vasútállomás végállomás           | 36 |    | 1, 2, 4A, 5, 10, 11, 11A, 47 1740 7322, 7323, 7326, 7341, 7360, 7361, 7364, 7366, 7369, 7370, 7376, 7386, 7395 személyvonat, Citadella nemzetközi InterCity, Göcsej InterCity, Bakony InterCity |
| 1  |    | Veszprém, autóbusz-állomás                  | 35 |    | 1, 2, 3, 4, 4A, 7, 7A, 10, 12, 13, 22, 22A, 23, 23U, 47 1189, 1212, 1215, 1216, 1229, 1510, 1513, 1529, 1564, 1592, 1593, 1625, 1631, 1658, 1708, 1709, 1710, 1720, 1722, 1731, 1732, 1735, 1736, 1740, 1758, 1806, 1808, 1823, 1846, 1853 5449, 7033, 7300, 7301, 7302, 7303, 7304, 7305, 7306, 7307, 7308, 7309, 7311, 7313, 7314, 7315, 7316, 7317, 7318, 7319, 7320, 7321, 7322, 7323, 7324, 7325, 7326, 7332, 7333, 7335, 7338, 7341, 7342, 7344, 7345, 7346, 7348, 7350, 7352, 7353, 7355, 7357, 7358, 7360, 7361, 7363, 7364, 7366, 7367, 7369, 7370, 7373, 7376, 7381, 7383, 7386, 7387, 7388, 7391, 7395, 7396, 7398 |
| 2  |    | Veszprém, Viola utca                        | 34 |    | 6, 16, 23, 23U 1189, 1212, 1215, 1216, 1229, 1529, 1564, 1592, 1593, 1735, 1740, 1758, 1808, 1823, 1853 7033, 7300, 7301, 7302, 7303, 7304, 7305, 7306, 7307, 7308, 7309, 7311, 7313, 7314, 7315, 7316, 7317, 7318, 7319, 7320, 7321, 7322, 7323, 7324, 7325, 7326 |
| 3  |    | Litér, autóbusz-váróterem                   | 33 |    | 1564, 1592, 1593, 1740 5449, 7317, 7319, 7320, 7321, 7322, 7323, 7324, 7326 |
| 4  |    | Fűzfőgyártelep, autóbusz-váróterem          | 32 |    | 2, 3, 4, 5, 6 1201, 1513, 1564, 1592, 1593, 1740 5449, 7318, 7320, 7321, 7322, 7323, 7324, 7325, 7326, 7332, 7534, 7538, 7600, 7602, 7612, 7616, 7653, 7654, 8082 |
| 5  |    | Balatonfűzfő, vasútállomás                  | 31 |    | 2, 5, 6 1190, 1201, 1564, 1592, 1593, 1708, 1731, 1740 5449, 7320, 7321, 7322, 7323, 7324, 7325, 7534, 7543, 7602 személyvonat, sebesvonat, Csabai Tekergő sebesvonat, Szabolcsi Tekergő expresszvonat, Tekergő expresszvonat, Vízipók InterRégió, Katica InterRégió |
| 6  |    | Balatonkenese, vasútállomás                 | 30 |    | 1190, 1201, 1513, 1564, 1592, 1593, 1708, 1731, 1740 5449, 7321, 7322, 7323, 7324, 7325, 7543, 7602 személyvonat, sebesvonat, Csabai Tekergő sebesvonat, Szabolcsi Tekergő expresszvonat, Tekergő expresszvonat, Vízipók InterRégió, Katica InterRégió |
| 7  |    | Balatonkenese, újtelep                      | 29 |    | 1190, 1201, 1564, 1592, 1593, 1708, 1740 7321, 7322, 7323, 7324, 7325, 7543, 7602 |
| 8  |    | Balatonakarattya, üdülő                     | 28 |    | 1190, 1201, 1564, 1592, 1593, 1708, 1731, 1740 5449, 7321, 7322, 7323, 7324, 7325, 7543, 7602 |
| 9  |    | Balatonakarattya, Rákóczi-fa                | 27 |    | 1201, 1564, 1592, 1593, 1740 7321, 7322, 7323, 7324, 7325, 7543, 7602 |
| 10 |    | Balatonakarattya, vasútállomás lejáró út    | 26 |    | 1190, 1201, 1513, 1564, 1592, 1593, 1708, 1731, 1740 5449, 7321, 7322, 7323, 7324, 7325, 7543, 7602 személyvonat, sebesvonat, Csabai Tekergő sebesvonat, Szabolcsi Tekergő expresszvonat, Tekergő expresszvonat, Vízipók InterRégió, Katica InterRégió |
| 11 |    | Balatonvilágos, Autópálya mérnökség         | 25 |    | 1564, 1592, 1740 7321, 8325, 8326 |
| 12 |    | Alsótekeres                                 | 24 |    | 1174, 1563, 1564, 1592, 1740, 1842 7321, 8228, 8325 |
| 13 | 0  | Siófok, autóbusz-állomás végállomás         | 23 | 23 | 1, 2, 2A, 3, 4, 5, 6, 7, 8, 14, 14A, 18, 24, N2 1172, 1174, 1177, 1302, 1402, 1499, 1506, 1512, 1528, 1563, 1564, 1592, 1593, 1708, 1740, 1804, 1842 5439, 5458, 5578, 5608, 5626, 5906, 5916, 5917, 6008, 6010, 6011, 6015, 6016, 6018, 6030, 6035, 6038, 6040, 6041, 6042, 6043, 6051, 6053, 6101, 6374, 7324, 7325, 8228, 8274, 8325, 8326 S30, S34, S35, személyvonat, sebesvonat, Déli<-parti sebesvonat, InterRégió, Déli<-parti InterRégió, Déli->parti InterRégió, Napfürdő InterRégió, Esti Csók InterRégió, Vitorlás InterRégió, Panoráma expresszvonat, Jégmadár expresszvonat, Aranypart expresszvonat, Ezüstpart expresszvonat, Aranyhíd expresszvonat, Balaton InterCity, Tópart InterCity, Agram-Tópart nemzetközi InterCity, Adria nemzetközi InterCity |
| 14 | 1  | Siófok, Kórház                              | ∫  | ∫  | 4, 6, 7, 8, 14, 14A, 18, 24 1174, 1506, 1592, 1593, 1708 5906, 5916, 6016, 6030, 6035, 6038, 6040, 6041, 6042, 6043, 6051, 6053, 6101, 6374 |
| 15 | 2  | Zamárdi, vasúti megállóhely                 | 22 | 22 | 1174, 1177, 1402, 1499, 1506, 1528, 1592, 1593, 1708, 1842 5906, 5916, 6016, 6030, 6035, 6038, 6040, 6041, 6042, 6043, 6051, 6053, 6101, 6374 S30, S34, S35, személyvonat, Déli<-parti sebesvonat, InterRégió, Déli<-parti InterRégió, Déli->parti InterRégió, Napfürdő InterRégió, Esti Csók InterRégió, Vitorlás InterRégió, Jégmadár expresszvonat, Aranypart expresszvonat, Ezüstpart expresszvonat, Aranyhíd expresszvonat, Balaton InterCity, Tópart InterCity, Agram-Tópart nemzetközi InterCity, Adria nemzetközi InterCity |
| 16 | 3  | Zamárdi, Csap utca                          | 21 | 21 | 1402, 1499, 1506, 1528, 1592, 1842 5906, 5916, 6030, 6035, 6038, 6040, 6041, 6042, 6043, 6051 |
| 17 | 4  | Balatonföldvár, szántódi elágazás           | 20 | 20 | 1174, 1177, 1402, 1499, 1506, 1528, 1592, 1593, 1842 5906, 5916, 6030, 6035, 6038, 6040, 6041, 6042, 6043, 6051, 6101, 6374 |
| 18 | 5  | Balatonföldvár, Mátyás király utca          | 19 | 19 | 1174, 1402, 1499, 1506, 1528, 1592, 1593, 1842 5906, 5916, 6030, 6035, 6038, 6040, 6041, 6042, 6043, 6051, 6374 |
| 19 | 6  | Balatonföldvár, Központi Autóbusz-váróterem | 18 | 18 | 1174, 1177, 1402, 1499, 1506, 1528, 1592, 1593, 1842 5906, 5916, 6030, 6035, 6038, 6040, 6041, 6042, 6043, 6051, 6072, 6101, 6374 |
| 20 | 7  | Balatonföldvár, Szépkilátó                  | 17 | 17 | 1402, 1499, 1506, 1528, 1592, 1842 5906, 6038, 6040, 6041, 6042, 6043, 6051 |
| 21 | 8  | Balatonszárszó, Jószef Attila üdülő         | 16 | 16 | 1402, 1499, 1506, 1528, 1592, 1842 5906, 6038, 6040, 6041, 6042, 6043, 6051 |
| 22 | 9  | Balatonszárszó, Béketelep                   | 15 | 15 | 1402, 1499, 1506, 1528, 1592, 1842 5906, 6038, 6040, 6041, 6042, 6043, 6051 |
| 23 | 10 | Balatonszárszó, községháza                  | 14 | 14 | 1177, 1402, 1499, 1506, 1528, 1592, 1842 5906, 6038, 6040, 6041, 6042, 6043, 6051, 6101, 6374 |
| 24 | 11 | Balatonszárszó, horgásztó                   | 13 | 13 | 1402, 1499, 1506, 1528, 1592, 1842 5906, 6040, 6041, 6042, 6043 |
| 25 | 12 | Balatonőszöd, 7. sz. út                     | 12 | 12 | 1177, 1402, 1499, 1506, 1528, 1592, 1842 5906, 6040, 6041, 6042, 6043, 6101, 6374 |
| 26 | 13 | Balatonszemes, községháza                   | 11 | 11 | 1177, 1402, 1499, 1506, 1528, 1592, 1842 5906, 6040, 6041, 6042, 6043, 6101, 6374 |
| 27 | 14 | Balatonszemes, Németh Pál utca              | 10 | 10 | 1402, 1499, 1506, 1528, 1592, 1842 5906, 6040, 6041, 6042, 6043 |
| 28 | 15 | Balatonszemes, alsó                         | 9  | 9  | 1402, 1499, 1506, 1528, 1592, 1842 5906, 6040, 6041, 6042, 6043 |
| 29 | 16 | Balatonlelle, rádpusztai elágazás           | 8  | 8  | 1402, 1499, 1506, 1528, 1592, 1842 5906, 6040, 6041, 6042, 6043 |
| 30 | 17 | Balatonlelle, felső                         | 7  | 7  | 1402, 1499, 1506, 1528, 1592, 1842 5906, 6040, 6041, 6042, 6043 |
| 31 | 18 | Balatonlelle, Becsali köz                   | 6  | 6  | 1402, 1499, 1506, 1528, 1592, 1842 5906, 6040, 6041, 6042, 6043, 6101, 6374 |
| 32 | 19 | Balatonlelle, vasúti megállóhely            | 5  | 5  | 1177, 1402, 1499, 1506, 1528, 1578, 1579, 1592, 1665, 1673, 1842 5905, 5906, 6040, 6041, 6042, 6043, 6071, 6101, 6195, 6374 S30, S34, S35, személyvonat, Déli<-parti sebesvonat, InterRégió, Déli<-parti InterRégió, Déli->parti InterRégió, Napfürdő InterRégió, Esti Csók InterRégió, Vitorlás InterRégió, Jégmadár expresszvonat, Aranypart expresszvonat, Ezüstpart expresszvonat, Aranyhíd expresszvonat, Balaton InterCity, Tópart InterCity, Agram-Tópart nemzetközi InterCity |
| 33 | 20 | Kaposvár, autóbusz-állomás                  | 4  | 4  | 12, 13, 20, 21, 23, 26, 27, 31, 32, 33, 40, 41, 42, 43, 44, 45, 46, 47, 51, 61, 62, 70, 71, 72, 73, 74, 75, 81, 82, 83, 84, 85, 86, 87, 88, 89, 90, 91 1172, 1174, 1175, 1176, 1503, 1569, 1578, 1579, 1592, 1593, 1641, 1665, 1668, 1673, 1725 5606, 5690, 5900, 5905, 5906, 5910, 5912, 5913, 5914, 5916, 5917, 5918, 5920, 5922, 5923, 5924, 5925, 5928, 5930, 5931, 5932, 5934, 5935, 5940, 5942, 5947, 5950, 5960, 5962, 5964, 5966, 5969, 5970, 5972, 5974, 5976, 5980, 5982, 5984, 5985, 5986, 5987, 5988, 5989, 5991, 6011, 6041 |
| 34 | 21 | Szigetvár, Turbéki temető                   | 3  | 3  | 2, 2A 1503, 1569, 1641, 1665, 1668, 1673 5690, 5875, 5942 |
| 35 | 22 | Szentlőrinc, bükkösdi elágazás              | 2  | 2  | 1503, 1569, 1579, 1641, 1665, 1668, 1673 5683, 5685, 5686, 5687, 5688, 5689, 5690, 5696, 5885 |
| 36 | 23 | Pécs, Uránváros autóbusz-állomás            | 1  | 1  | 1, 2, 2A, 4, 4Y, 21, 21A, 22, 23, 23Y, 24, 25, 25A, 26, 27, 27Y, 28, 28A, 28Y, 29, 102, 102Y, 104, 104A, 104E, 121, 926 1134, 1503, 1562, 1569, 1579, 1641, 1665, 1668, 1673 5600, 5601, 5602, 5603, 5670, 5671, 5672, 5673, 5674, 5676, 5677, 5678, 5679, 5680, 5681, 5682, 5683, 5685, 5686, 5687, 5688, 5689, 5690, 5696, 5698 |
| 37 | 24 | Pécs, autóbusz-állomás                      | 0  | 0  | 3, 3E, 4, 4Y, 6, 6E, 7, 7Y, 8, 13, 13E, 15, 20, 21, 21A, 22, 23, 23Y, 24, 30, 30Y, 31, 32, 32Y, 34Y, 35Y, 40, 41, 41Y, 41E, 42, 42Y, 43, 46, 60, 60A, 60Y, 73, 73Y, 103, 107E, 109E, 121, 130, 130A, 973 1134, 1486, 1503, 1504, 1524, 1535, 1562, 1564, 1566, 1568, 1569, 1577, 1578, 1579, 1641, 1665, 1668, 1673, 1707, 1740, 1843 5600, 5601, 5602, 5603, 5605, 5606, 5608, 5610, 5611, 5620, 5621, 5622, 5623, 5624, 5625, 5626, 5627, 5628, 5630, 5631, 5634, 5635, 5636, 5637, 5638, 5639, 5640, 5642, 5643, 5645, 5646, 5647, 5650, 5655, 5656, 5658, 5660, 5661, 5662, 5663, 5666, 5667, 5668, 5670, 5671, 5672, 5673, 5674, 5676, 5677, 5678, 5679, 5680, 5681, 5682, 5683, 5685, 5686, 5687, 5688, 5689, 5690, 5696, 5698, 5856, 5857                        |